# The Lightning Field

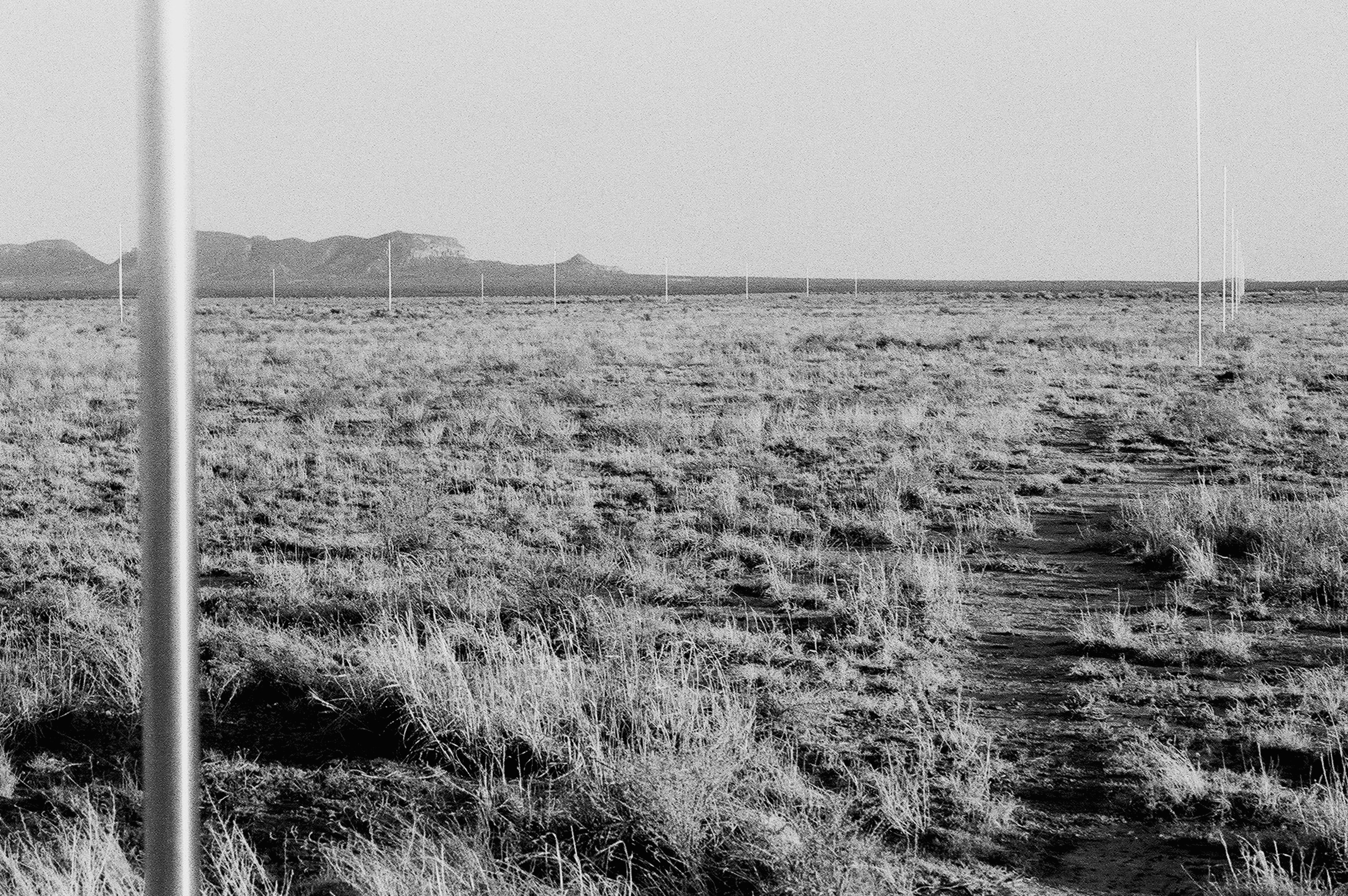
The Lighthing Field (1977)

The Lightning Field je rozsáhlé dílo ve stylu land art, které vytvořil americký sochař Walter De Maria. Nachází se v poušti v západní části Nového Mexika ve Spojených státech amerických. Dokončeno bylo v roce 1977 po několikaleté práci a mnoha chybných postaveních konstrukce. Jde o čtyři sta tyčí z korozivzdorné oceli rozestavěných ve tvaru mřížky; sloupy jsou v průměru dvacet a půl stopy vysoké ve vzdálenosti 220 stop od sebe. Celé dílo se rozkládá v obdélníkovém prostoru jedné míle krát jeden kilometr. Dílo bylo koncipováno tak, aby do tyčí mohl udeřit blesk. To se však nakonec příliš často nestává. Sám autor několik let hledal vhodné místo, kde je velký výskyt bouří. Výtvor je považován za klíčové dílo v oblasti land art. K roku 2009 bylo dílo přístupné pro veřejnost pouze v počtu šest lidí na den a to po šest měsíců v roce.